# Anton Hayne
Anton Hayne, slovenski veterinar in slikar * 17. januar 1786, Kranj, † 25. avgust 1853, Dunaj.
V Ljubljani se je šolal na Mediko-kirurškem liceju, nato odšel na Dunaj, kjer je študiral medicino, tu 1816 doktoriral in 1819 pridobil naziv živinozdravnika. Kot deželni veterinar je služboval na Moravskem (1820–1822), nato je 30 let deloval na Živinozdravniškem inštitutu na Dunaju, poučeval več predmetov in vodil kliniko. Uveljavil se je kot veterinarski patolog in napisal vrsto obsežnih del. Prizadeval si je za razvoj veterinarstva med Slovenci in bil častni član Kmetijske družbe za Kranjsko.
Ljubiteljsko se je ukvarjal tudi s slikarstvom, ki se ga je učil pri Leopoldu Layerju v Kranju. Slikal je krajine in panorame mest.